# Estación de Walchwil Hörndli
La estación de Walchwil Hörndli es una estación ferroviaria de la comuna suiza de Walchwil, en el Cantón de Zug.

## Historia y situación
La estación de Walchwil Hörndli fue inaugurada en el año 2010 como una ampliación de la red de trenes de cercanías Stadtbahn Zug.
Se encuentra ubicada en el barrio de Hörndli, que se sitúa en el noroeste de la comuna de Walchwil. Cuenta con un andén lateral al que accede una vía pasante. Actualmente paran pocos trenes debido a la saturación del tramo Zug - Walchwil, pero en 2016 está previsto que se inicien las obras de duplicación de vía entre Zug Oberwil y Walchwil para solucionar este problema.
En términos ferroviarios, la estación se sitúa en la línea Thalwil - Zug - Arth-Goldau. Sus dependencias ferroviarias colaterales son la estación de Zug Oberwil hacia Thalwil y la estación de Walchwil en dirección Arth-Goldau.

## Servicios ferroviarios
Los servicios ferroviarios de esta estación están prestados por SBB-CFF-FFS.

### Stadtbahn Zug
De la red de cercanías Stadtbahn Zug pasa una línea por la estación:
- S 2 Baar Lindenpark - Zug - Walchwil - Arth-Goldau - Brunnen - Erstfeld